# Râul Lungu
Râul Lungu este un curs de apă, afluent al râului Bahlui. 